# Angelo Evelyn
Angelo Evelyn, né en 1942 à Saint-Jean (Nouveau-Brunswick), est un artiste contemporain canadien.
Au cours de sa carrière, il a résidé et tenu des studios à Montréal, Brême, Paris, Aix-la-Chapelle, Trondheim et Rotterdam.

## Biographie
Angelo Evelyn est né à Saint-Jean (Nouveau-Brunswick), au Canada, et a grandi à Vancouver, en Colombie-Britannique, où il obtient un diplôme en physique et en mathématiques de l'Université de la Colombie-Britannique.
De mai 1966 à février 1967, connu sous le nom de Fred A. Evelyn, il suit une formation d'officier météorologue à Ottawa et à la BFC Trenton (Ontario), avec John Gordon, Bob Clibbon, Brian Mason, Dave Philips, Alfred Warkentin et David Hagborg, entre autres.
En 1969, il voyage en Angleterre. À son retour en 1970, il occupe brièvement des postes scientifiques à Montréal tout en commençant à peindre en autodidacte. Cependant, il retourne bientôt en Europe et au Maroc, « remplissant de nombreux carnets de croquis de dessins et de petites peintures » De retour à Montréal en 1971, il reprend son poste de scientifique à l' Université McGill.
Puis en 1973, il quitte le Canada pour s'installer à Berlin-Ouest et s’inscrire à l'Université libre de Berlin. Il gagne sa vie en tant que peintre de panneaux publicitaires pour de grandes foires et expositions commerciales, tout en demandant son admission à l’ Académie des arts de Berlin.
En 1978, il est admis à l'académie des arts de Brême (aujourd'hui l'université des arts de Brême, connue à l'époque sous le nom de Hochschule für Gestaltung). Il y étudie la peinture et le design 2D dès 1979, obtenant un diplôme en design 2D en 1983.

### Carrière

#### Paris
Depuis le début des années 1980, Evelyn travaille comme artiste indépendant dans différents pays d'Europe. L'artiste s'installe à Paris en 1983, loue un petit studio et se lance dans la gravure (à l'aide de plaques d'aluminium) à la Cité des Arts. Les résultats de son travail de création à Paris ont été présentés à Brême en 1985 dans une grande exposition personnelle intitulée Collage – Prints – Stencils.

#### Allemagne
En 1985, il quitte Paris pour s'installer à Aix-la-Chapelle, ville de province proche de la frontière belge et néerlandaise, où il peut louer un grand studio. La même année, il expose à la galerie de Radio Omroep Zuid à Maastricht (Pays-Bas). L'année suivante, il expose au Musée Suermondt-Ludwig et organise une importante exposition personnelle au Neuer Aachener Kunstverein, tous deux à Aix-la-Chapelle, en Allemagne. Cette année-là, il est également artiste en résidence au centre Frans-Masereel de Kasterlee en Belgique.
Au cours de cette période, il cherche à atteindre la perfection en tant que graveur en participant à des cours avancés en gravure au Frans-Masereel Centrum et à d'autres cours avancés proposés par l'artiste tchèque Rudolf Broulim au RHok (Académie royale des arts) à Bruxelles, où il a également une exposition personnelle.
En 1987, Evelyn se voit confier le décor de la scène par la compagnie de Tone Brulin au Studio Theatre de Trondheim en Norvège. Le travail que Tone Brulin commande à Evelyn est pour la pièce Turandot de Brulin.

#### Norvège
En 1988, Evelyn déménage à Trondheim car sa femme, Annie, a obtenu un poste de professeur de commedia dell'arte à l'Université de Trondheim (maintenant Université norvégienne des sciences et technologies) en 1987. Le couple loue une ferme à Leinstrand (ou Trøndelag?) près de Trondheim, où Angelo Evelyn installe son nouvel atelier. Les années en Norvège sont marquées par des paysages marins. Ils comprennent également des thèmes écologiques faisant écho à sa connaissance de l'industrie baleinière norvégienne et des traces industrielles du boom pétrolier de la mer du Nord. D'autres peintures s'isnpirent des souvenirs de récits de son père, capitaine de la marine canadienne pendant la guerre[Laquelle ?], commandant d'un de ces navires protégeant les cargos qui se rendaient de l'Amérique du Nord à Mourmansk.
En 1988 et 1989, Evelyn participe à l'exposition annuelle « Høstutstilling », ou « Statens Kunstutstilling » (Exposition d'art national), au Kunstnernes Hus à Oslo. Il a également reçu une importante subvention du gouvernement norvégien en 1989. La même année, il a également présenté des expositions personnelles à Stavanger et à Molde.
Pendant ses années en Norvège, Angelo Evelyn retourne fréquemment en Allemagne pour organiser ses expositions, dont une grande exposition à Brême (Lilienthal) intitulée Bilder aus Norwegen und vom Kontinent (Peintures de Norvège et du continent).

#### Aux Pays-Bas
Il quitte finalement Trondheim pour s'installer dans la région de Rotterdam en 1993. Aux Pays-Bas, il a d'abord du mal à trouver un studio approprié et s'associe à une coopérative d'artistes de Hilversum, le Grafisch Atelier t'Gooi.
La même année, il présente deux expositions personnelles au Canada. Et l'année suivante, il participe à une exposition collective à la RHoK Art Academy de Bruxelles et également à Hilversum avec deux autres artistes, Niek Satijn et Erik Fliek.
En 1998, il fonde un atelier international de gravure (la Lithografie Werkstatt Eichstaett) avec deux autres artistes, Li Portenlaenger et Armin Nischk. Simultanément, les trois artistes organisent l'événement 200 Jahre Lithographie dans l'espace public d'Eichstätt et dans l'université ainsi que dans la cathédrale Notre-Dame de Sacré-Cœur de cette ville du 26 juillet au 18 août 1998.
La même année (1998), il obtient une maîtrise en impression (M.A. in print-making) de la Wimbledon School of Art (Wimbledon College of Art, Wimbledon et Londres, Angleterre).
En septembre 2005, il présente une exposition conjointe à l'Atelier circulaire de Montréal avec l'artiste canadienne Ana Francine Béland.
En 2005-2006, avec deux autres artistes, Li Portenlänger et Luc Piron, ainsi qu’un poète basé à Aix-la-Chapelle, ils collaborent sur un projet commun visant à refléter de manière artistique l'essence anti-guerre et la réalité physique et esthétique d'un ensemble de sculptures plus grandes que nature - de corps humains et de chevaux morts ou mourants) - enchâssés dans le paysage jurassique près d'Eichstätt,. L'ensemble de sculptures, connu localement sous le nom de Figurenfeld a été créé par le sculpteur A. Wünsche-Mitterecker, à titre d'exemple du land art. Cela représente une scène d’abattage et de mort horrible après une bataille. Le thème a été traité sous la forme de grandes gravures lithographiques par Evelyn.
Evelyn participe en 2006 à l'exposition d'estampes Voir Grand 2006, qui présente de grands tirages réalisés par des graveurs canadiens. De 2005 à 2008, il fait partie des artistes québécois intervenant à la Rencontre panaméricaine de gravure sur bois. En plus d'être présenté à Trois-Rivières (Québec), « [c]ette même exposition a été présentée au Centro de Creación de Artes Plásticas y Museo Tornambé, Universidad Nacional de San Juan en Argentine [...], à l' Atelier expérimental de gravure de la Havane à Cuba [...], lors de la 9e Biennale de Gravure de la Habana à Cuba [...], à la Galerie Gravura Brasileira de Sao Paulo au Brésil [...], à la Maison de la Culture Mercier de Montréal [...] et à la Galerie Medelin au Mexique [...]. L'exposition fut aussi présentée à la Galerie de l'Université autonome métropolitaine (UNAM) de Mexico [...] et au Centre Vaste et Vague de l’Université Carleton […]. » – Les artistes ayant participé comprennent « Angelo Evelyn, Charlotte Fontaine, Deborah Wood, Diane Jutras »...
Le 24 novembre 2008, le journal Donaukurier présente Evelyn et son collègue Wolfgang Schmitz lors d'une discussion autour de leur exposition. C'est également en 2008 qu'il devient artiste en résidence à Val-David au Québec, créant des estampes lithographiques à l'Atelier de l'Île de Val-David. Il a également présenté une exposition personnelle à l'Atelier de l'Île cette année-là et l'année suivante, en 2009, présente une exposition personnelle dans le cadre d'une rencontre multidisciplinaire intitulée Incontri con la paleontologia, Édition: Vacanze Eco-Educative [...] à l'auditorium Giovanni Paolo II, Seminario Arcivescovile de Benevento, à Bénévent en Italie. À Bénévent, il présente 22 œuvres lithographiques, parmi lesquelles celles qu'il a créées lors de son séjour en tant qu'artiste en résidence à Val David, au Canada, un an plus tôt.
En 2012, il est convier à participer aux 2e Journées européennes de la lithographie, à Munich. En 2013, il contribue à l'exposition collective Blue Genes. Bilder einer Schnittstelle von Wissenschaft und Kunst. Et en 2015, il participe à la Cinquième exposition internationale de la Biennale de l'imprimerie miniature organisée par l'École d'art d'Ottawa. Elle est décrite comme une « exposition d'une grande qualité ». Angelo Evelyn montre son travail 4 head aches (quatre maux de tête).

## Expositions personnelles
- Key-Leaf-Monument, VHS Galerie (am Schwarzen Meer), Brême
- Weather Keys, Grafisch Atelier 't Gooi, Hilversum
- Het horende oog, Gallery of the IFF, Hilversum
- Topologies Organiques, Galerie Engramme, Québec
- Blood Pump & Other Themes, Galerie sans Nom, Moncton
- Organ Gefühle & andre Tema, Rogaland Kunstnersenter, Stavanger
- The Insides of the Whale, Molde Kunstforeningen, Mölde
- Burning Cloud & Other Themes, Galerie van het RHoK, Brussels
- New Works of Angelo Evelyn, Neuer Aachener Kunstverein, Aachen
- Paintings-Collages-Prints, Galerie van Radio Omroep Zuid, Maastricht

## Expositions collectives
- Natürlicherkünstlich (Jahresausstellung), Messehaus am Markt, Leipzig
- Wolfgang Schmitz (Album der Schüler), Museum Katharinenhof, Kranenburg
- Hybrid, Triskel Gallery, Cork
- Bezig met bomen (De Gooise Grafici), Kasteel Groeneveld, Baarn
- Land in Zicht, Sonsbeek Art & Design, Arnhem
- Lithography 99, Edinburgh Printmakers, Edinburgh
- Salon des Graphiques, Curwen Gallery, London
- 2nd International Print Triennial, Old City Hall, Prague
- 200 Jahre Lithographie, Notre Dame de Sacre Cœur, Eichstätt
- Far Out, Royal Museum of Fine Arts, Copenhagen